# Colonia agrícola
Las colonias agrícolas argentinas fueron unidades productivas (también conocidas bajo el nombre de Villas) fundadas en la segunda mitad del siglo XIX, cuyo propósito era el desarrollo de la agricultura en distintas partes del país apoyado en la inmigración europea, sobre todo en las zonas del litoral fluvial (principalmente en las provincias de Entre Ríos y Provincia de Santa Fe).  
El trazado del Ferrocarril Central Argentino, de Rosario a Córdoba, favoreció la instalación de colonias, poblándose una amplia faja de tierras a cada lado de la vía. A partir de 1870, los suizos fueron elegidos para iniciar ese poblamiento en gran escala. Así surgieron las colonias agrícolas de Bernstadt (hoy Roldán),  Carcarañá, Cañada de Gómez, Tortugas, Armstrong, entre muchas otras. 
La fundación de las colonias se hacían a partir de convenios firmados entre el Estado Nacional y el Provincial por medio de leyes, como es el caso de las colonias entrerrianas creadas mediante la ley de municipalidades.
Los principales allegados a las colonias eran inmigrantes italianos (destacando a los lombardos y piamonteses), franceses, suizos y alemanes llegados al país en fechas y cantidades determinadas según el caso de cada colonia.

## Ejemplos de colonias agrícolas en argentina
Entre las numerosas colonias existentes se destacan las de:
- Esperanza: fue la primera colonia agrícola del país. Se ubica en el Departamento Las Colonias, Santa Fe.
- Colón: se encuentra en la provincia de Entre Ríos y fue fundada en 1863 por el General Justo José de Urquiza.
- San José: se encuentra en la provincia de Entre Ríos.
- Bella Italia: en el Departamento Castellanos de la provincia de Santa Fe. Fue fundada en 1881.
- San Carlos de Bariloche: se ubica en la provincia de Río Negro.
- María Manuela: se ubica en la provincia de Córdoba.
- Moisés Ville: colonia agrícola judía en Santa Fe, se la considera la madre de las colonias judías en Argentina.